# Norman L. Allinger
Norman Louis „Lou“ Allinger (* 6. April 1928 in Alameda, Kalifornien; † 8. Juli 2020) war ein US-amerikanischer theoretischer Chemiker und Professor an der University of Georgia in Athens, Georgia.

## Leben
Allinger erwarb 1951 einen Bachelor an der University of California, Berkeley und 1954 bei Donald J. Cram einen Ph.D. an der University of California, Los Angeles. Als Postdoktorand arbeitete er an der Harvard University in Cambridge, Massachusetts. Er gehörte zum Lehrkörper der Wayne State University in Detroit, Michigan, bevor er 1969 eine Professur an der University of Georgia in Athens, Georgia, erhielt. 1998 wurde er emeritiert.

## Wirken
Allinger war ein Vertreter der Computerchemie (Computational chemistry), einem Teilgebiet der theoretischen Chemie. Er galt als führend auf dem Gebiet der Molekularmechanik (Molecular mechanics), mit deren Hilfe sich Form und Energie von Molekülen berechnen lassen. Seine Methoden werden weltweit angewendet, zum Beispiel im Zusammenhang mit Ligand-Rezeptor- und Enzym-Substrat-Interaktionen. Verschiedene Computerprogramme zur Berechnung von Molekülen gehen auf Allinger zurück, darunter das Molecular Mechanics-1 (MM1), MM2, MM3 und MM4.

## Auszeichnungen (Auswahl)
- 1957 Sloan Research Fellow[4]
- 1991 Mitgliedschaft in der National Academy of Sciences
- 1994 Chemical Pioneer Award[5]
- 1994 Ehrendoktorat der Russischen Akademie der Wissenschaften[6]
- 1996 ACS Award for Computers in Chemical and Pharmaceutical Research
- 2002 Benjamin Franklin Medal (Franklin Institute)[7]

## Schriften (Auswahl)
- Allinger, Michael P. Cava, Don C. de Jongh, Carl R. Johnson, Norman A. Lebel, Calvin L. Stevens: Organische Chemie. 1. Auflage, Walter de Gruyter, Berlin 1980, ISBN 3-11-004594-X.
- N. Allinger: Molecular Structure: Understanding Steric and Electronic Effects from Molecular Mechanics. 1. Auflage, John Wiley & Sons, 2010, ISBN 978-0470195574.